# Marc de Lacoste-Lareymondie
 (septembre 2024).
Pour les articles homonymes, voir Lacoste.
Marc de Lacoste Lareymondie, né le 5 novembre 1924 à Jonzac et mort le 11 août 2016 à Chatou, est un militaire, scientifique et docteur en philosophie. Il est officier de la Légion d'honneur, croix de guerre 1939-1945, croix de guerre des TOE.

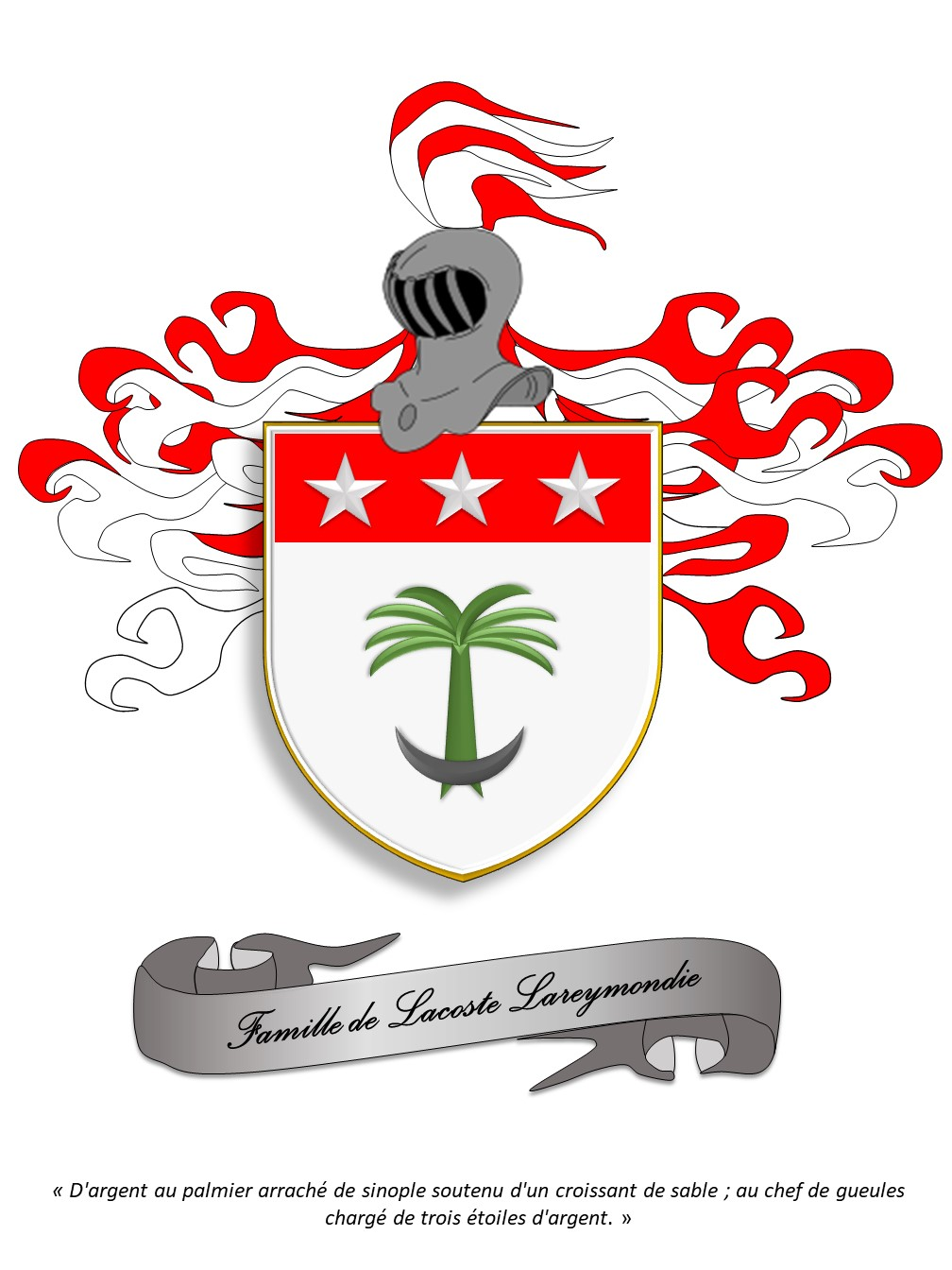
Blason de la famille de Lacoste Lareymondie

## Biographie

### Famille
Marc de Lacoste-Lareymondie est né dans une famille originaire du Limousin. Il est le fils de Jacques de Lacoste-Lareymondie (1883-1946), mobilisé en 1914 cité à l’ordre de la Brigade – Croix de Guerre 14-18, juriste et juge de paix, et d'Anne Marie Guyet, descendante directe de Pierre Rezeau, commandant de la division Montaigu durant les Guerres de Vendée. Il épouse, le 1er avril 1948, Hélène Rous de Féneyrol[réf. souhaitée].

### Formation
Marc de Lacoste-Lareymondie effectue une formation militaire suspendue pendant sa participation aux Forces Françaises de l'Intérieur. Elle est reprise après cette participation jusqu'à son incorporation au 1er régiment de chasseurs de Montauban. En fin de carrière militaire, il reprend des études scientifiques.

#### Formation militaire
Il fait sa scolarité chez les Jésuites de Tivoli à Bordeaux. En 1944, il est admis à l’École Spéciale Militaire de Saint Cyr qu'il quitte momentanément en septembre pour combattre avec le 1er régiment de chasseurs. À son retour[Quand ?], Il termine sa scolarité à Saint Cyr, ainsi qu'à l'École militaire de Cherchell en Algérie, au sein de la 131e promotion, baptisée « Rome et Strasbourg »[réf. souhaitée].

#### Formation scientifique

##### Physique nucléaire
À son retour en métropole, Marc de Lacoste-Lareymondie reprend des études scientifiques, commencées en Algérie, et obtient une licence de science ainsi que trois certificats d’études supérieures (mathématique, physique générale, électronique et radioactivité). Se spécialisant dans la physique nucléaire, il rencontre Francis Perrin au Collège de France ainsi qu’au Commissariat à l’Énergie Atomique (CEA). Il est licencié ès Sciences en juin 1952. 

##### Philosophie des sciences
À la retraite[Quand ?], il poursuit ses études, notamment en philosophie. En 1998, il s’inscrit à l’université de Paris 1 la Sorbonne, en Histoire et Philosophie des Sciences et obtient une licence puis en 2004 un doctorat en philosophie après avoir soutenu un mémoire sur « la notion de substance et sa critique par Alfred North Whitehead »,.

### Carrière militaire

#### Indochine et Algérie
Marc de Lacoste-Lareymondie a une première expérience des combats en septembre 1944 lorsqu'il rejoint les Forces Françaises de l'Intérieur de Vendée. Il est affecté au 2e bataillon de Vendée, 3e Cie et participe aux combats de la « poche de Pornic ». Engagé comme chef de groupe, il est cité à l’ordre de la division. Cette citation est assortie de la Croix de Guerre 39-45.
Il est affecté à sa sortie de Saint-Cyr au 1er régiment de chasseurs de Montauban, dés janvier 1946 il rejoint l’Indochine. Son régiment participe à la bataille de Hanoï et à la sécurisation du delta du fleuve Rouge en 1947. Il obtient une seconde Croix de guerre des Théâtres d'opérations extérieurs. 
Il est muté en Algérie au 9e régiment de Chasseurs d’Afrique, stationné à Batna. Son retour définitif en métropole avec sa famille a lieu durant l’année 1950.

#### Nucléaire
En juillet 1955, il est détaché auprès du CEA.

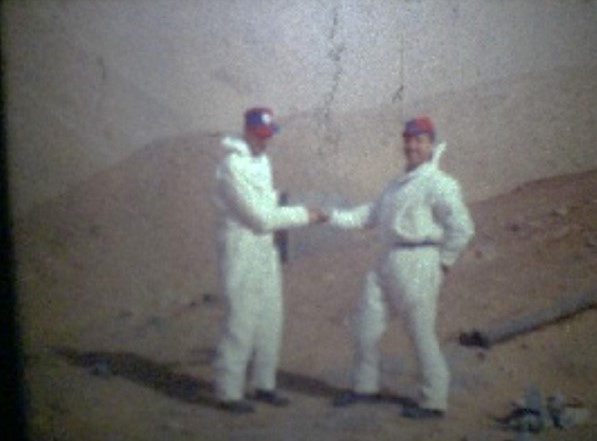
Marc de Lacoste Lareymondie lors des essais nucléaires

##### Participation aux essais nucléaires
En 1960, il participe directement aux premiers essais nucléaires français à Reggane en Algérie ; le 13 février 1960 pour « Gerboise Bleue », et le 1er avril 1960 pour « Gerboise Blanche ». Il est l’ingénieur responsable de l’engin « Gerboise Blanche ». L’ensemble de ces essais est retracé dans un ouvrage rédigé par Pierre Billaud. Le 18 avril 1960, Il est fait chevalier de la Légion d’Honneur, à titre militaire et reçoit sa médaille directement des mains du général de Gaulle dans la cour d’honneur des Invalides.

##### Nucléaire civil
En 1962, le capitaine démissionne de l'armée et quitte le CEA pour le groupe Framatome où il participe à la conception des premiers réacteurs à eau pressurisée. Il contribue également à la sortie de terre du parc nucléaire français.

##### Mémorialiste
Il témoigne et publie ses expériences et réflexions sur le nucléaire,,.
Il part à la retraite en 1992 comme directeur général adjoint de Framatome.
En parallèle de son activité professionnelle, il a pu obtenir un diplôme de l’Institut de Haute Finance en 1978[réf. souhaitée].

### Problèmes politiques
Marc de Lacoste-Lareymondie est indirectement impacté par les évènements associés à la Guerre d’Algérie. À la suite du putsch des Généraux du 21 avril 1961, le général de Gaulle instaure l’état d’urgence en métropole et met en œuvre l’article 16 de la Constitution. Les pouvoirs spéciaux resteront en vigueur jusqu’au 29 septembre 1961. Certaines mesures seront également maintenues jusqu’au 15 juillet 1962 (dont celles de pouvoir arrêter sans mandat et de procéder à des internements administratifs). Connu pour ses liens avec son cousin germain, Alain de Lacoste Lareymondie, avocat et homme politique de renom ostensiblement opposé à la politique du général de Gaulle et qui a également participé à la conception des premières bombes nucléaires françaises, il est interpellé à son domicile le 20 novembre 1961, en même temps que plusieurs autres personnes. Alors capitaine détaché au CEA, il est placé en détention à la prison de la Santé sous mandat de dépôt, par le juge d’instruction Perez, le 23 novembre 1961. Il est ensuite placé en détention au sein de différentes résidences administratives (ex-hôpital Beaujon, Camp de Saint-Maurice-l’Ardoise dans le Gard, caserne Gardanne à Toulon). Il est finalement libéré le 15 juillet 1962, jour de l’expiration des pouvoir spéciaux, sans qu’il y ait eu matière à justifier cette privation de liberté.

### Philosophie pour la physique quantique
Il actualise les théories de A.N. Whitehead basée sur les entités mathématiques et la nature à la nouvelle vision du monde en intégrant les nouvelles révolutions de l'intrication quantique et de la superposition quantique. Son ouvrage sur la philosophie pour la physique quantique est indexé dans plusieurs ouvrages aux références Whiteheadiennes,,.
Il est invité au Mardi des auteurs sur France Culture en tant qu'auteur philosophe exercé de Whitehead, et pour les écrits de Ronny Desmet qui lui a consacré un livre sur ses convergences ou non avec Whitehead dans Chromatikon III. Le débat radiophonique est intitulé  Alfred North Whitehead (1861 - 1947), Marc de Lacoste-Lareymondie y exprime les similitudes entre superposition quantique et superposition des états humains (bio, social, réflexion) ainsi qu'entre intrication quantique et intrication des particules aux immenses corps célestes dans la cosmos.

### Fin de vie
Malade, Marc de Lacoste-Lareymondie décède le 11 août 2016 à Chatou, entouré de ses quatre enfants. Il est enterré au cimetière de Puylagarde dans le Tarn-et-Garonne, puis précisément dans le Quercy.

## Publications
- Marc de Lacoste-Lareymondie, Mirages et réalités - L'arme nucléaire française, Paris, Éditions de la serpe, 1964, 223 p.

- Marc de Lacoste-Lareymondie, Philosophie de la non-séparabilité quantique et cosmologie d'Alfred North Whitehead, Paris, Paris1, 2004 (lire en ligne)

- Marc de Lacoste-Lareymondie, Une philosophie pour la physique quantique: Essai sur la non-séparabilité et la cosmologie de A. N. Whitehead, Paris, Éditions L'Harmattan, 2006, 366 p. (ISBN 978-2747597821)

## Distinctions
- Officier de la Légion d'honneur[20];
- Croix de guerre 1939–1945 ;
- Croix de guerre des Théâtres d'opérations extérieurs.